# Villa Soriano
Santo Domingo Soriano nomée aussi Villa Soriano est une ville de l'Uruguay située dans le département de Soriano. Sa population est de 1 184 habitants.

## Histoire

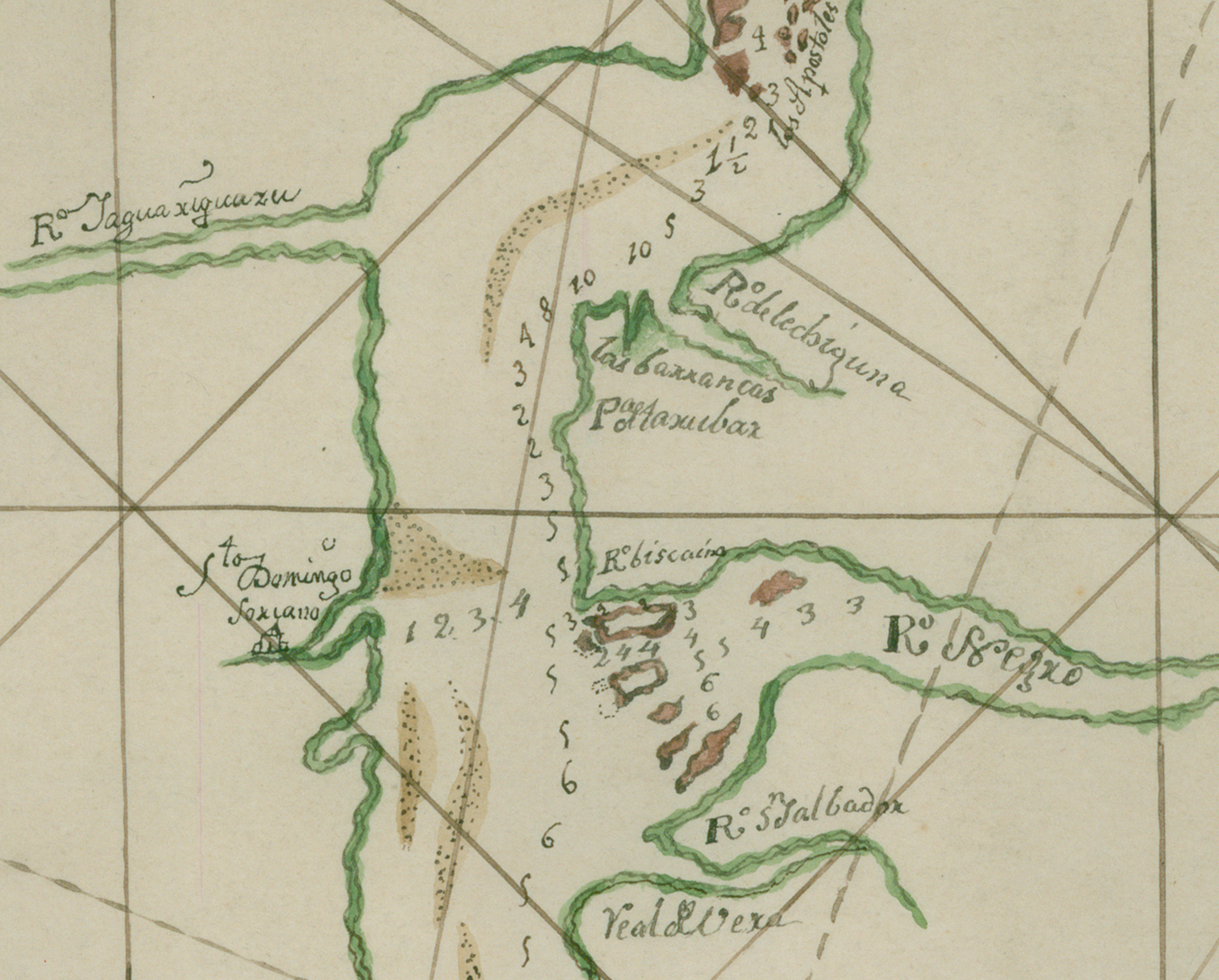
Carte de 1692 qui situe Santo Domingo Soriano à son emplacement d'origine, sur la côte argentine actuelle.

Construite en 1662 dans l'actuelle cote argentina. Elle a été transférée à son emplacement actuel en 1708.

## Population
| Année | Population |
| ----- | ---------- |
| 1963  | 1 038      |
| 1975  | 1 120      |
| 1985  | 1 068      |
| 1996  | 1 074      |
| 2004  | 1 184      |

Référence,.

## Personnalités
- Luisa Cuesta (1920-2018), militante des droits de l'homme, est née à Villa Soriano.